# Juan Palacios
Juan Diego Tello Palacios (Medellín, 11 maggio 1985) è un cestista colombiano con cittadinanza spagnola.

## Carriera
Con la Colombia ha disputato i Campionati americani del 2017.

## Palmarès
- Campionato francese: 1

Nanterre: 2012-13
- Campionato turco: 1

Pınar Karşıyaka: 2014-15
- Coppa del Presidente: 1

Pınar Karşıyaka: 2014